# Ponte di Limira
Il ponte di Limira (turco: Kırkgöz Kemeri, "ponte dei Quaranta Archi") è un ponte romano di pietra, nell'odierna Turchia sudoccidentale, e uno dei più antichi ponti ad arco ribassato (o arco segmentale) del mondo. Il ponte, lungo 360 m, sorge nei pressi dell'antica città di Limira in Licia sul fiume Alakır Çayı. I suoi 26 archi ribassati, oggi in gran parte sepolti, hanno un rapporto campata-freccia di 5,3 a 1, il che dà alla costruzione un profilo marcatamente piatto, che rimase insuperato come realizzazione architettonica fino al Tardo Medioevo (ad esempio in Ponte Vecchio a Firenze, con un rapporto di 6,5 a 1). Malgrado il suo eccezionale significato per la storia della tecnica, tuttavia, il ponte di Limira è poco conosciuto; la crescente rovina della costruzione spinse negli anni 1970 l'Istituto archeologico germanico (IAG) attraverso il suo ufficio di Istanbul a svolgere una ricerca sul campo, rimasta finora l'unica del suo genere.

## Ricerche sul campo
Non ci sono notizie sul ponte tramandate dall'antichità. Le prime descrizioni della costruzione emergono nei resoconti dei viaggiarori europei del XIX secolo: l'archeologo britannico Charles Fellows descrisse il ponte con 25 archi nel corso di una visita nel maggio 1840, come fecero Spratt e Forbes due anni più tardi. Nel 1882 una spedizione austriaca, con la partecipazione di Otto Benndorf interpretò la costruzione come parte di un'antica strada che collegava Limira con Attalia (l'odierna Adalia), situata ad est. Tuttavia all'epoca non furono realizzate piante o schizzi.

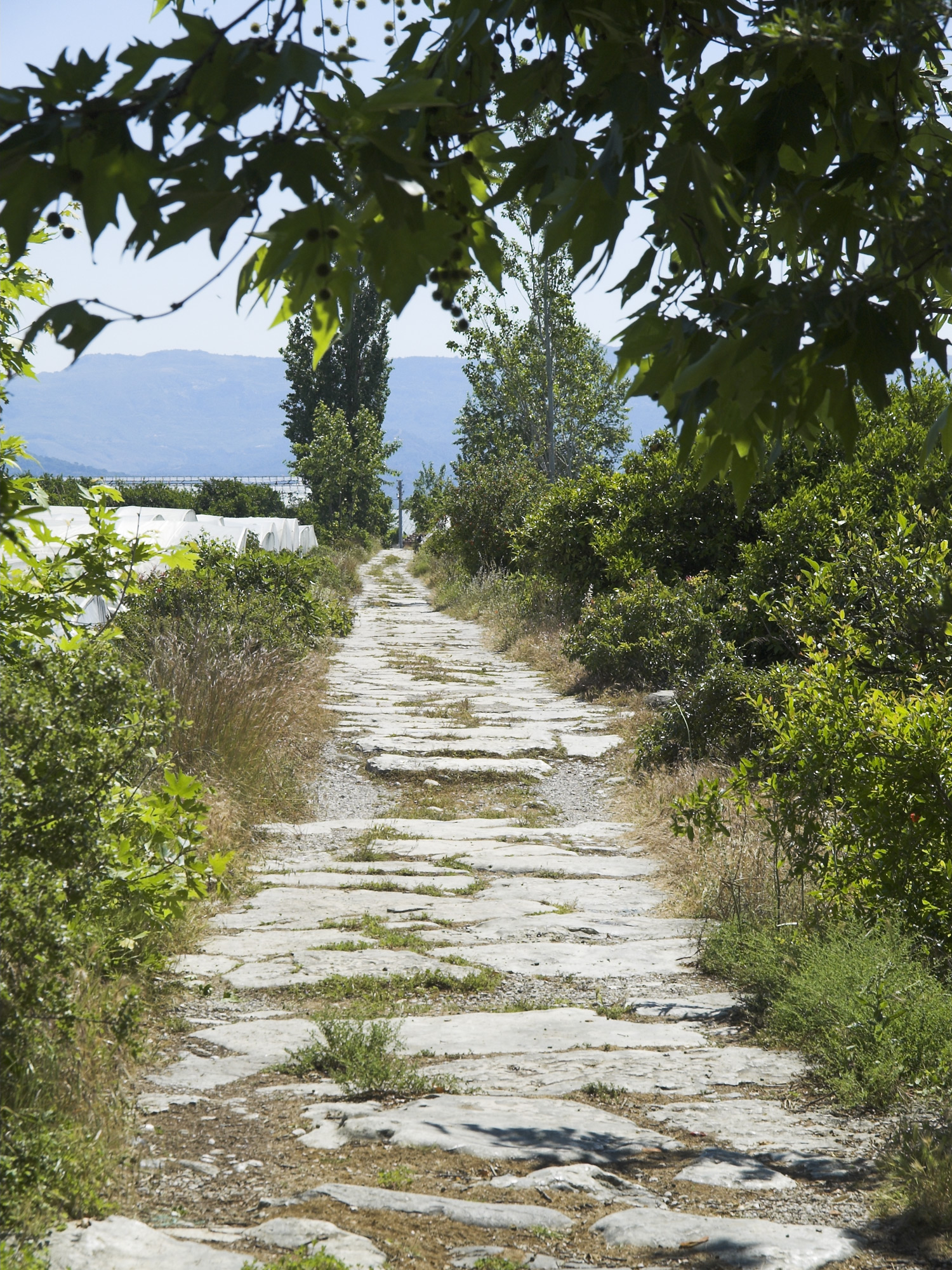
Antica pavimentazione. Veduta verso est, lungo le serre

La prima e finora unica misurazione scientifica del ponte fu eseguita da Wolfgang Wurster e Joachim Ganzert in due giorni consecutivi nel settembre 1973 e completata attraverso ulteriori visite sul posto nei tre anni successivi. I risultati furono pubblicati nel 1978 sulla rivista Archäologischer Anzeiger dello IAG, espressamente anche per richiamare l'attenzione sullo stato di crescente pericolo del ponte rimasto fino ad allora quasi integro:
L'ingegner O'Connor nel 1993 riassunse brevemente il rapporto dello IAG nella sua monografia in lingua inglese sui ponti romani e sottolineò anche il carattere eccezionale del ponte. Non si conoscono ulteriori esami scientifici del ponte di Limira.

## Situazione topografica e viaria

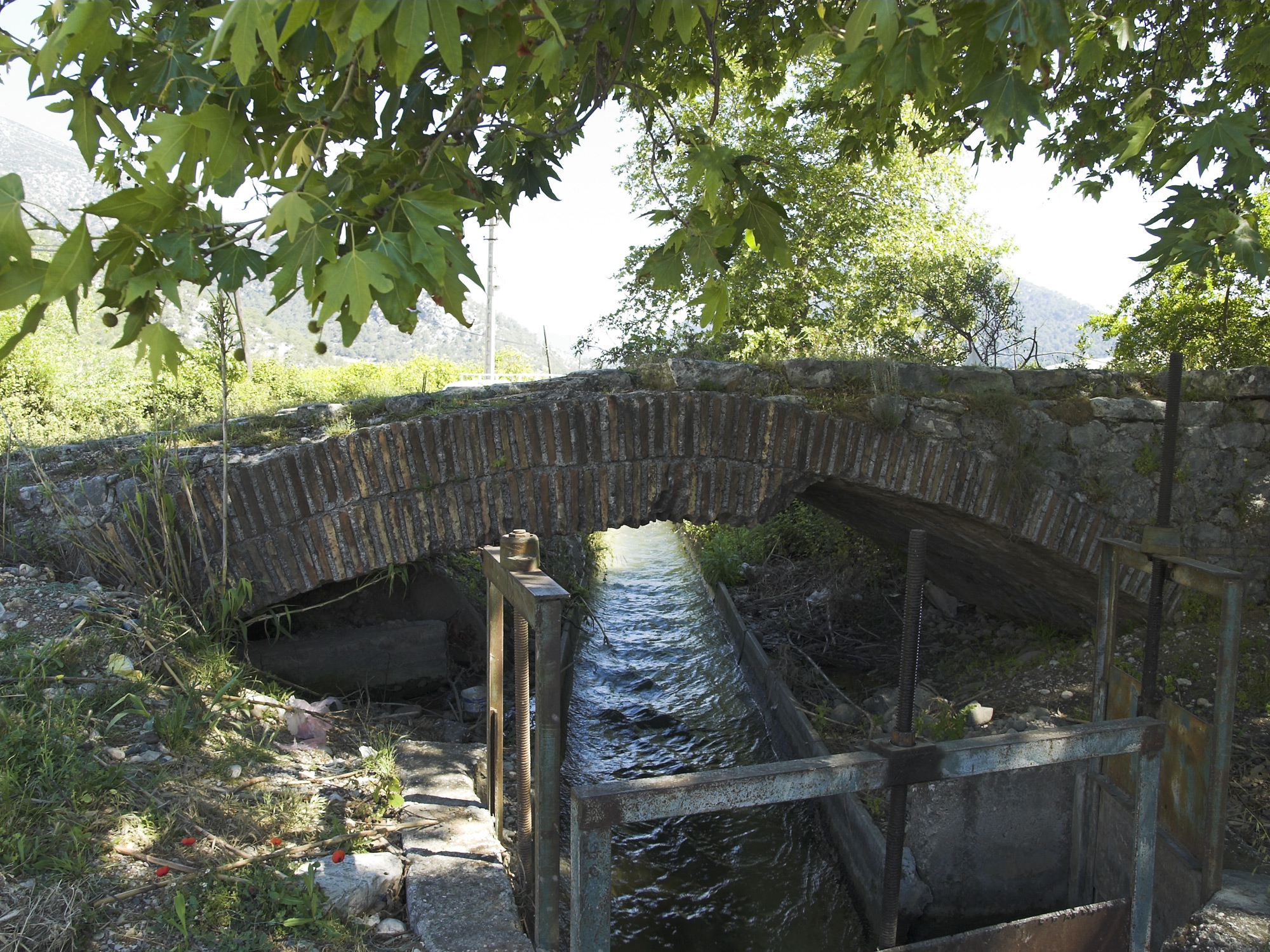
Il modesto fiume Alakır Çayı, che scorre sotto il 1º arco ribassato

Il ponte romano attraversa l'Alakır Çayı 3,2 km a est delle rovine di Limira (distanza misurata dal teatro della città) e 3,8 km a nord dell'attuale costa, nelle vicinanze della moderna strada da Turunçova a Kumluca; l'antico nome del fiume non è conosciuto. La topografia locale è caratterizzata dalle pendici del massiccio montuoso Toçak Dağı, che qui confluiscono nella piana alluvionale della Baia di Finike. In questa zona di transizione il ponte fu costruito immediatamente al di sopra del punto in cui la stretta valle fluviale si apre nell'ampia pianura dell'estuario e dove l'attraversamento del ponte durante la stagione delle piogge sarebbe ostacolato dalla piena. Mentre il ponte a est sale nella pianura di ghiaia, l'estremità occidentale si addossa direttamente alla ripida parete rocciosa, probabilmente come riparo dalle piene. La stretta curva a gomito che ne risulta nel corso della strada verso sud si presta agevolmente allo sbarramento della strada. Oggigiorno l'Alakır Çayı scorre ancora solo sotto tre archi del ponte romano (situazione 1978). A monte in tempi moderni fu costruita la diga di Alakır Barajı per fini di irrigazione e come protezione dalla piena.
Al contrario di altre province romane l'antico sistema stradale della Licia non era molto sviluppato. Mentre il traffico nord-sud correva principalmente attraverso le poche valli fluviali, le rotte ovest-est, diversamente da oggi, conducevano perlopiù sulle catene montuose. La strada che conduceva da Limira sull'Alakır Çayı nella vicina Panfilia verso Attaleia potrebbe aver avuto un ruolo particolare, poiché le due regioni fino al IV secolo d.C. costituivano un'unica provincia, Licia e Panfilia. In confronto alle principali arterie dell'impero romano, tuttavia, i collegamenti stradali della Licia, con 3–4 m di larghezza, erano chiaramente di dimensioni modeste e confinate al traffico dei pedoni e degli animali da soma. Questo si accorda anche con il fatto che il fondo stradale del Ponte di Limira non presenta tracce di carri, né si sono potute rilevare tracce di una ringhiera o di un parapetto sulla struttura.

## Costruzione

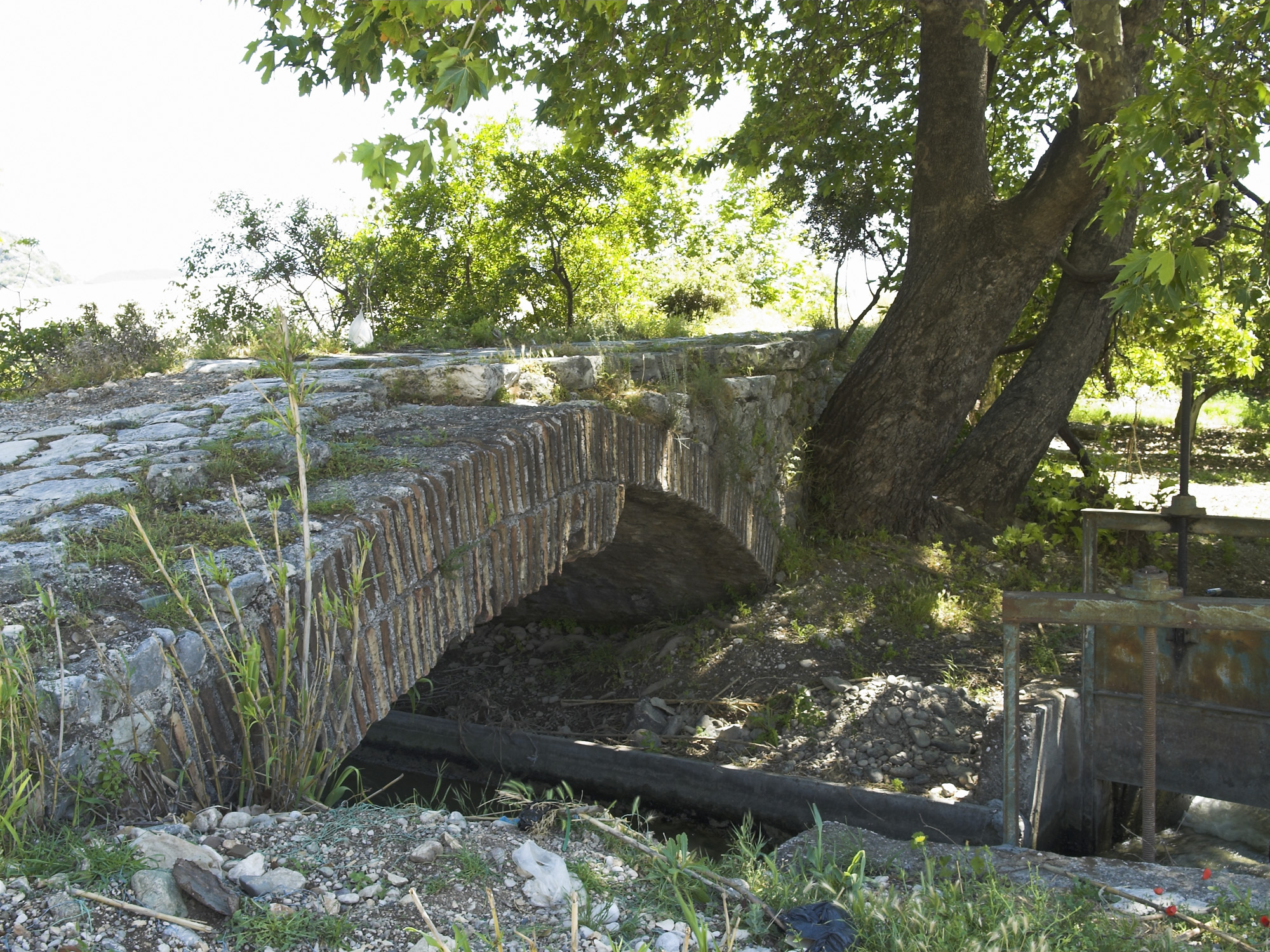
Il 1º arco sul lato sud

Con una larghezza di 360 m il ponte di Limira è la più grande costruzione ingegneristica dell'antichità conservata in Licia. Il ponte ha 26 archi ribassati di uguale forma, che consistono di due strati di mattoni sovrapposti e disposti in senso radiale. Sul lato orientale del ponte, al posto del 27º arco di un tempo si trovano due archi di riparazione più piccoli, semicircolari di epoca posteriore, che furono costruiti solo con un semplice strato di mattoni. L'originale attaccatura piatta dell'arco crollato è ancora ben riconoscibile nei pilastri.
All'epoca dei sondaggi archeologici Wurster e Ganzert trovarono l'intera costruzione sepolta dai depositi fluviali fin sopra ai punti dei piedritti; non furono però intrapresi tentativi di diseppellimento. Soltanto due dei 28 archi del ponte erano abbastanza esposti da poter misurare direttamente la luce e lo spessore dei pilastri. Dalle porzioni di arco non sepolte, tuttavia, fu possibile calcolare le distanze assiali di tutti i pilastri.

### Archi ribassati e pilastri

Le misure di un tipico arco ribassato

Le campate degli archi ribassati, vale a dire le distanze tra i centri dei pilastri, vanno da 11,60 m a 14,97 m (archi 2 e 26 rispettivamente – cominciando a contare da ovest (verso destra in senso orografico)). Si possono distinguere quattro gruppi di grandezza simile, con i seguenti valori medi:
- 11,60–12,30 m (4 archi: 2, 3, 7, 21)
- 12,75 m (14 archi: 5, 9–15, 17–19, 22–24)
- 13,10 m (4 archi: 1, 4, 6, 8)
- 13,60 m (3 archi: 16, 20, 25)

Non è chiaro perché le distanze degli assi dei pilastri del ponte differiscano tra loro a gruppi; non si possono infatti spiegare come adattamento alle condizioni del letto del fiume. Le oscillazioni potrebbero indicare l'uso ripetuto di centine diverse nella costruzione della volta a botte.
La larghezza dei pilastri poté essere calcolata da Wurster e Ganzert solo in un caso: 2,10 m (tra gli archi 26 e 27). Se si sottrae questo valore da un normale arco ampio 12,75 m, risulta una luce di 10,65 m. Poiché tutti gli archi ribassati possiedono un'altezza della luce di circa 2 m, nel Ponte di Limira il rapporto tra la luce e la sua altezza è insolitamente di 5,3 a 1. Archi tanto appiattiti erano molto rari nella costruzione dei ponti di pietra di allora e rimasero insuperati fino alla rinascita dei ponti ad arco ribassato nell'Italia del XIV secolo. L'arco più grande del ponte di Limira si estende addirittura per una lunghezza che corrisponde a 6,4 volte la sua altezza. La freccia dei due archi riparati, al contrario, con un rapporto di 2,7 a 1 oscilla ancora nel campo normale degli archi semircolari.

### Altezza e livello del ponte

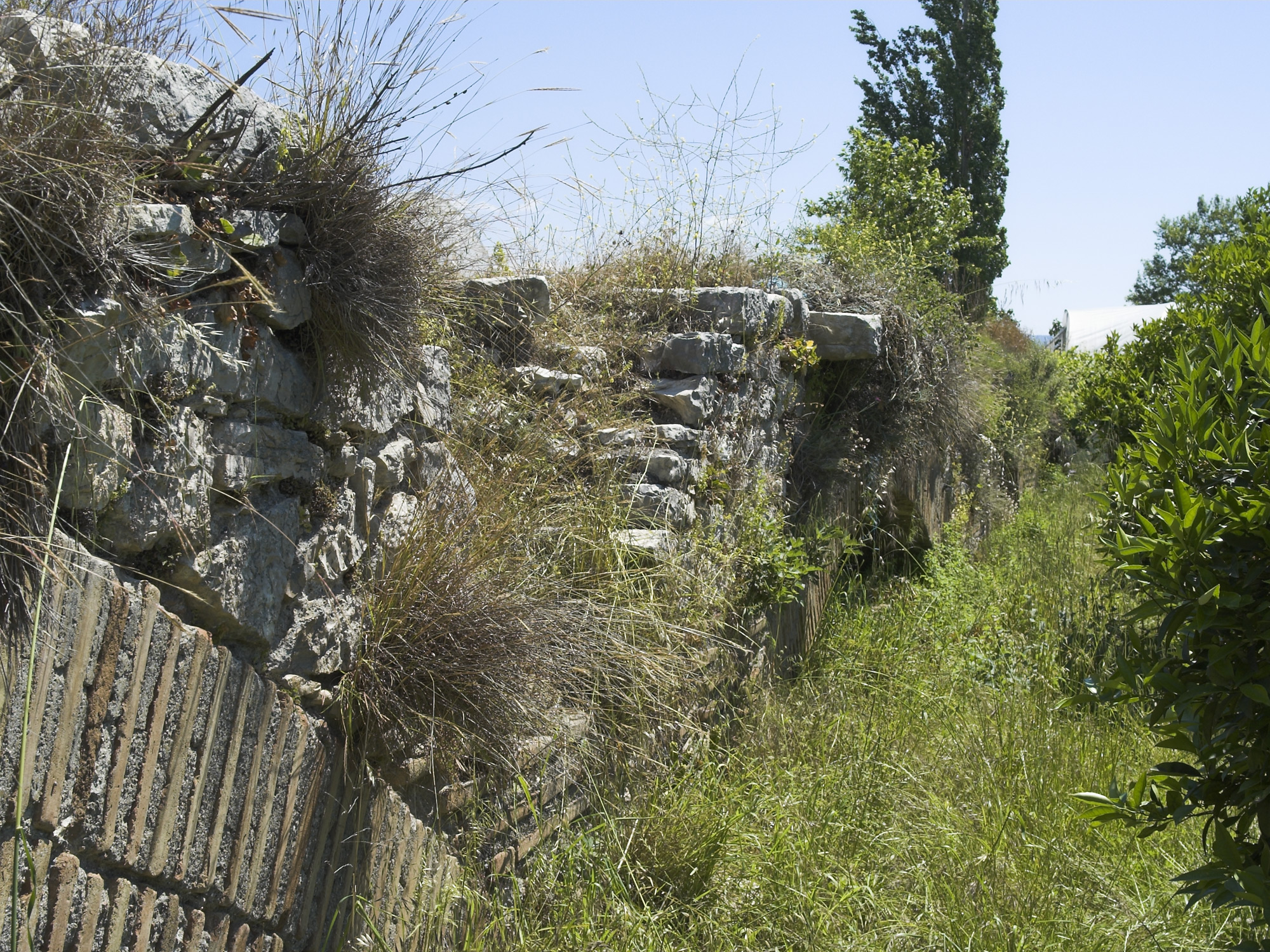
Archi 8 e 9, lato sud, sepolti fino al livello dei piedritti

L'altezza totale del ponte non poté essere determinata perché la maggior parte della struttura è sepolta, ma la distanza tra i piedritti degli archi e la superficie stradale sì: essa ammontava solo a 3,25 m.
Il livello del ponte forma un piano quasi orizzontale: mentre la strada giace a un livello di 20,05–20,55 m s.l.m. tra gli archi 1 e 20, cade leggermente in direzione est tra i sette archi rimanenti da 19,94 m a 19,66 m. Tenuto conto della lunghezza della struttura queste oscillazioni sono classificate come minimali dagli autori. Poiché non vi sono indicazioni di un abbassamento successivo della struttura, l'altezza uniforme fa intuire un livellamento accurato e fondamenta solide dei pilastri durante la costruzione. In contrasto, l'asse longitudinale del ponte da arco ad arco mostra in parte sensibili deviazioni dalla direttrice principale.

### Statica
È notevole che la linea di appoggio del carico strutturale sia quasi identica alla curva dell'asse della volta. L'indagine statica del ponte ad arco ribassato dimostra la grande capacità di carico della costruzione:

## Materiali

Ipotetico flusso di lavoro sul ponte: la centina era spostata su un'altra apertura non appena la costola inferiore dell'arco era stata completata

Il Ponte di Limira fu costruito in maniera composita con mattoni, blocchi di pietra e pietrisco.

### Archi

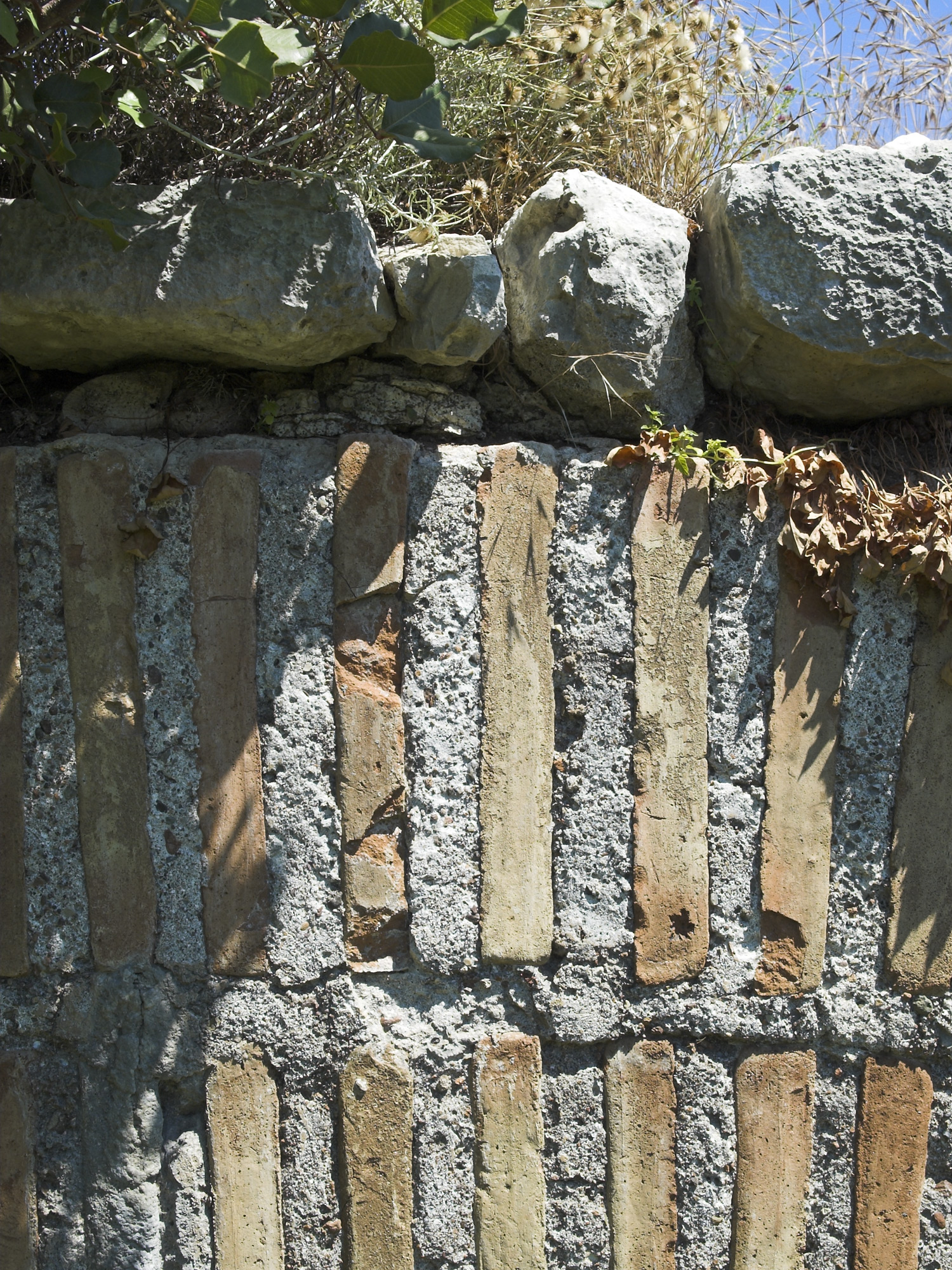
Gli archi visti da vicino: doppio strato di mattoni legati con malta

I mattoni degli archi ribassati sono fatti di argilla giallo rossa, alla quale sono stati mescolati frammenti fini di mattoni. I mattoni sono lastre rettangolari, con un formato di 40 × 50 cm e uno spessore di ca. 5 cm. Sono poste con il lato più corto in verticale rivolto verso l'esterno nella fascia degli archi, così che gli archi con un doppio strato di mattoni hanno uno spessore totale di 80 cm. Il materiale usato come legante nelle giunture, spesse 4 cm, è malta dura con l'aggiunta di frammenti grossolani di mattoni di ghiaia fine. I due archi semicircolari posteriori furono costruiti con mattoni un po' più piccoli, anche se in alcuni punti furono riutilizzati i mattoni originali degli archi ribassati distrutti. Le pietre dei piedritti sono conci calcarei lavorati, e formano una superficie inclinata per sostenere gli archi.
La volta dell'arco a doppio strato permetteva un uso efficiente della centina, che poteva essere spostata all'apertura dell'arco successivo già il completamento dello strato inferiore di mattoni:

### Sovrastruttura

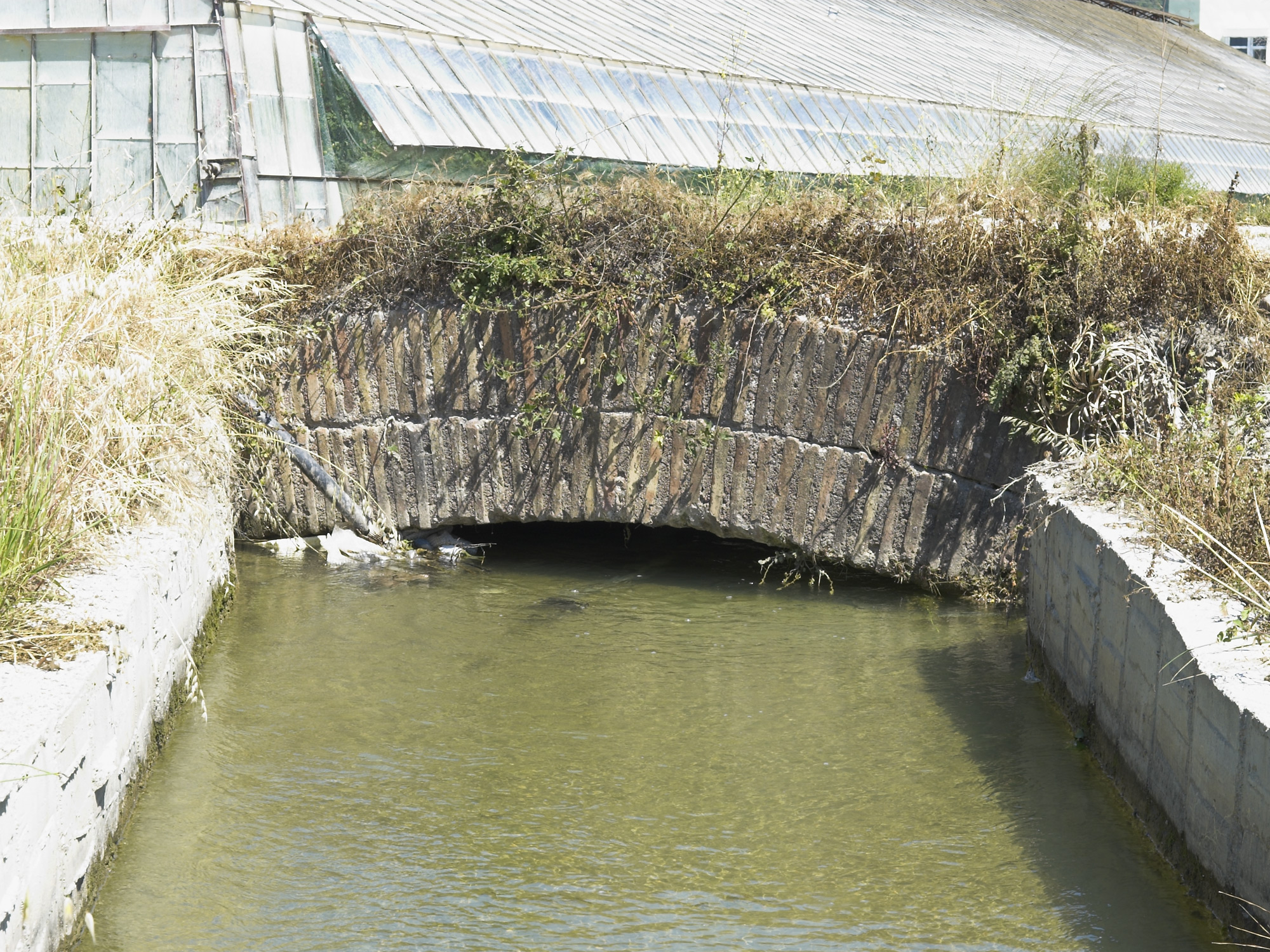
Il 12º arco, lato nord

Per quanto si può riconoscere, il ponte dall'apertura 2 alla 21 possiede un rivestimento di mattoni a quattro strati, al quale si aggiunge una muratura in pietra grezza. Al contrario tra gli archi 22 e 26, come pure in entrambe le rampe del ponte, il rivestimento consiste di conci. I due archi riparati 27a e 27b si differenziano visibilmente dal rivestimento di mattoni e pietra grezza ad ovest e dallo strato di conci ad est per la divisione in piccole sezioni delle pietre grezze montate male e per i mattoni inseriti in modo disordinato. Il lato inferiore dell'arco 26 permette ancora di riconoscere l'appoggio vantaggioso per la centina.
L'interno della sovrastruttura si compone di una combinazione di pietre grezze e di grandi ciottoli di fiume, legati con malta di calce.

### Pavimentazione
A soli 30–40 cm sopra il vertice degli archi si trova la pavimentazione del ponte, formata da grandi e irregolari lastre calcaree, che sporge bioateralmente di 10 cm sul bordo del ponte. L'uso di piccoli ciottoli di fiume come pavimentazione fa riconoscere anche qui i segni delle riparazioni sui due cerchi semicircolari. La strada del ponte è larga da 3,55 a 3,70 m e s'ingrandisce alla estremità del ponte di 4,30 m.

## Datazione

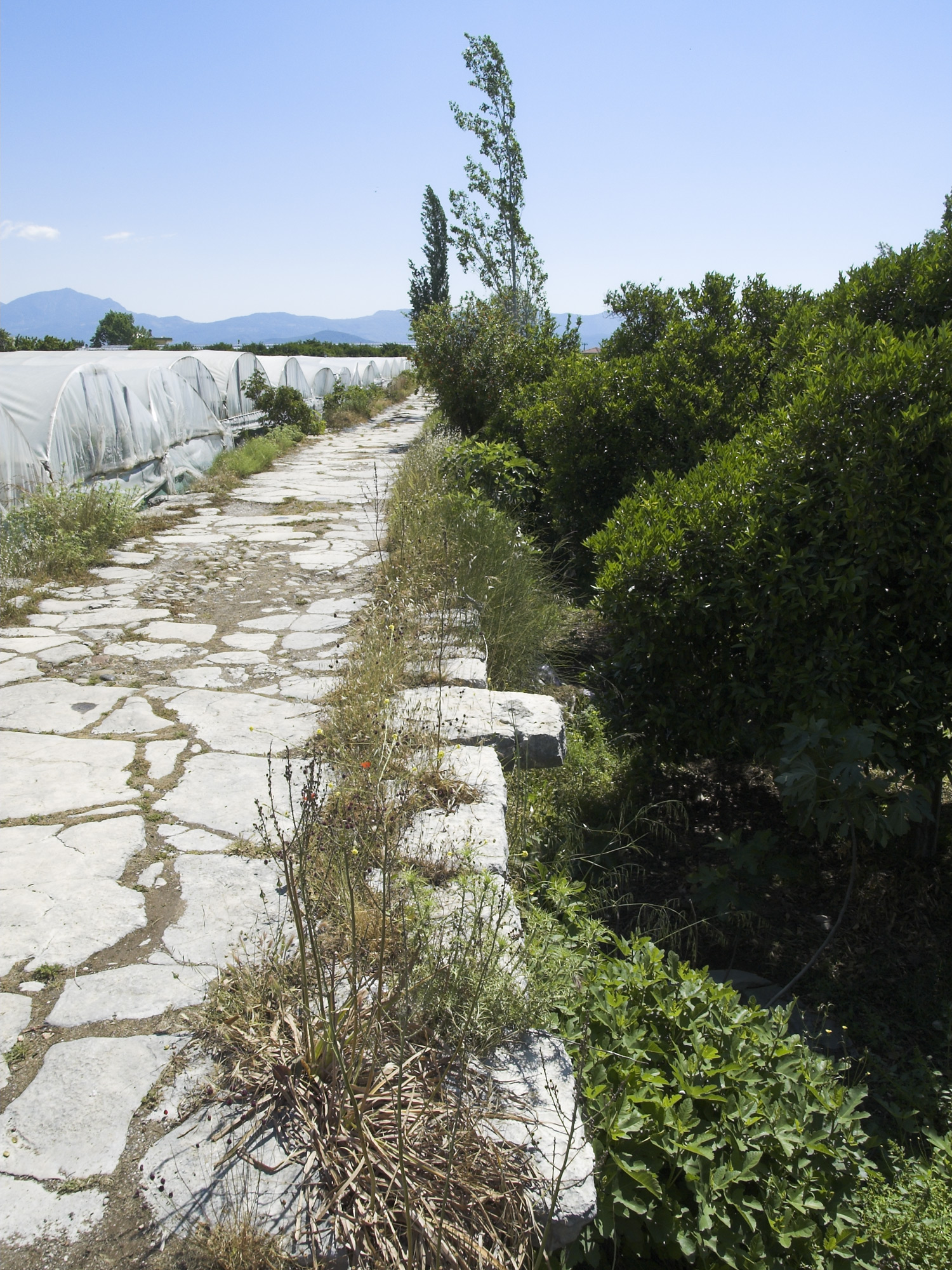
Pavimentazione con mensola aggettante sul 3º arco, lato sud

La collocazione temporale del ponte di Limira è resa notevolmente difficile dal suo carattere insolito all'interno della tradizione edilizia romana e dalla mancanza di ricerche su altre strutture comparabili. Come punto di partenza Wurster e Ganzert adottano i seguenti aspetti caratteristici della costruzione del ponte:
- strutture multiple di uguale ampiezza e piano stradale orizzontale con scalinate basse nelle due testate del ponte
- archi ribassati molto piatti, con volte di mattoni doppi a strati radiali
- muratura con malta
- facciata esterna prevalentemente di pietra grezza con mattoni inframmezzati, conci lavorati
- pavimentazione con lastre di pietra eccezionalmente grandi.[24]

Al contrario, la maggior parte dei ponti di pietra romani possedevano rivestimenti di conci e poggiavano su volte con pietre a cuneo, che dominarono per lungo tempo nella costruzione delle volte anche in Licia. A differenza dei massicci ed elevati ponti ad arco semicircolare, che erano tipici della tecnica edilizia romana, il ponte di Limira con i suoi archi ribassati piatti presenta un aspetto nettamente più basso e allungato, così che Wurster e Ganzert propongono "in via sperimentale" una datazione successiva della struttura più o meno al tempo di Giustiniano I (VI secolo), per il quale l'uso di combinazioni mattoni-pietra è documentato anche nell'architettura regionale licia.
Ma poiché, d'altra parte, questa tecnica mista trovava già applicazione presso il vicino acquedotto di Aspendos nel III secolo d.C. e i Romani conoscevano senz'altro i ponti ad arco ribassato, come gli stessi Wurster e Ganzert illustrano in tre esempi, sarebbe possibile anche una data di origine anteriore alla fine del II o nel III secolo. Questa datazione sembra più verosimile in una prospettiva odierna, poiché nel frattempo poterono essere documentati sette ulteriori ponti ad arco ribassato del tempo dei Romani.
I resti del Ponte romano di Kemer, che è anch'esso originario del III secolo e la cui costruzione mostra alcune similitudini con il ponte di Limira, si trovano nella limitrofa valle fluviale dello Xanthos.